# Hideomi Yamamoto
Hideomi Yamamoto (山本 英臣, Yamamoto Hideomi) est un footballeur japonais né le 26 juin 1980. Il évolue au poste de défenseur.

## Biographie
Hideomi Yamamoto commence sa carrière professionnelle au JEF United Ichihara. Il ne joue que 4 matchs en championnat avec ce club.
En 2003, il est transféré au Ventforet Kofu. Hideomi Yamamoto est vice-champion de J-League 2 en 2010 avec le Ventforet Kofu.